# پابینیتسه
پابینیتسه (به چکی: Paběnice) یک منطقهٔ مسکونی در جمهوری چک است که در ناحیه کوتنا هورا واقع شده‌است. پابینیتسه ۵٫۹۷ کیلومتر مربع مساحت و ۱۷۱ نفر جمعیت دارد و ۳۷۹ متر بالاتر از سطح دریا واقع شده‌است.